# Bernd C. Hesslein

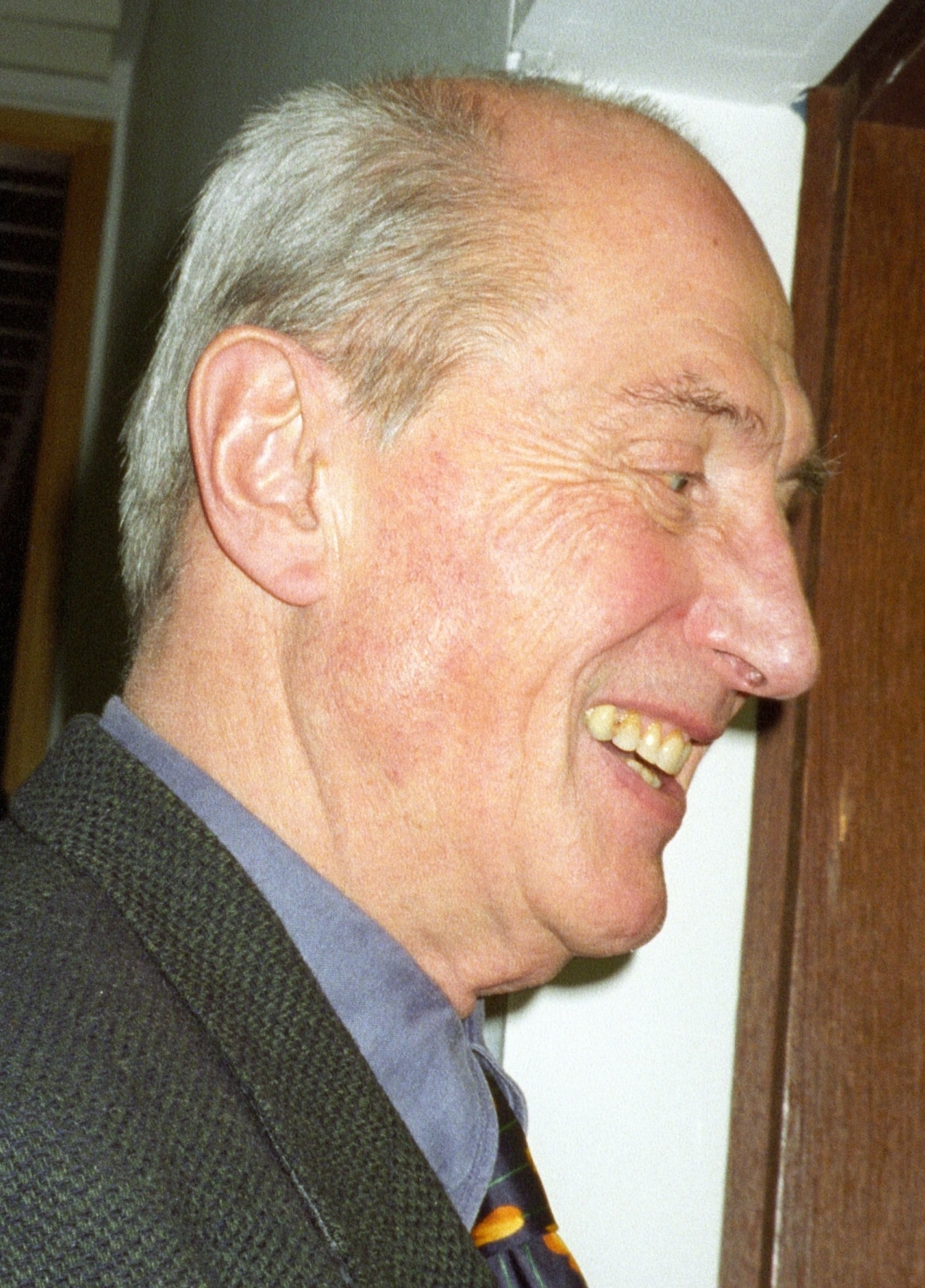
Bernd C. Hesslein um 1990

Bernd C. Hesslein (* 12. August 1921 in Wiesbaden; † 12. Oktober 2012) war ein deutscher Journalist und Publizist. Nach Tätigkeiten bei verschiedenen Printmedien war er lange Jahre beim NDR tätig, wo er unter anderem die Sendungen Vor 40 Jahren und Zeugen der Zeit moderierte. Sein besonderes Augenmerk galt der Friedens- und Sicherheitspolitik.

## Erste Jahre
Bernd C. Hesslein wuchs in bürgerlichem Umfeld in Berlin auf. Sein Vater Paul Heßlein war Journalist, Landtagsabgeordneter der Zentrumspartei und später Pressechef des Deutschen Beamtenbundes. Nach dem obligatorischen Reichsarbeitsdienst wurde Bernd C. Hesslein zu Beginn des Zweiten Weltkrieges zum Wehrdienst eingezogen, erlebte die Fronten in Belgien, Frankreich, Polen und der Sowjetunion und geriet 1945 in britische Kriegsgefangenschaft.

## Politische Orientierung
1947 nahm er freiwillig an einem einjährigen politischen Umerziehungsprogramm im Wilton Park in Großbritannien teil, das 1944 von Winston Churchill ins Leben gerufen worden war. Das Programm, mit dem vor allem deutschen Kriegsgefangenen unter anderem Grundlagen der Demokratie nahegebracht werden sollte, hat Hesslein – eigenen Angaben zufolge – nachhaltig geprägt. Anschließend absolvierte er ein Abendstudium in englischer Geschichte und Literatur und fertigte von 1948 bis 1952 als freier Mitarbeiter für die BBC in London erste Berichte.

## Journalist
Zurück in Deutschland arbeitete Bernd C. Hesslein weiter als Journalist. Nach Anfängen in Hannover war er von 1959 bis 1962 als Redakteur bei dpa in Hamburg tätig und von 1963 bis 1965 als Nachrichtenredakteur bei der Tagesschau der ARD. Anschließend übernahm er verschiedene Aufgaben für den NDR. Er beschäftigte sich zunehmend mit kritisch-politischer Berichterstattung, unter anderem als leitender Redakteur für die Hauptabteilung Zeitgeschehen bei Chefredakteur Peter Merseburger, bei Panorama und als Moderator der Sendungen Vor 40 Jahren oder Zeugen der Zeit.

## Engagement für Frieden
Von 1986 an arbeitete Hesslein als freier Journalist. Er beschäftigte sich in seinen Publikationen und Film- und Fernsehproduktionen vornehmlich mit zeitgeschichtlichen Themen der Bundesrepublik, mit Vergangenheit und Gegenwart der Bundeswehr und mit Friedensforschung. Er gehörte dem Arbeitskreis Militär und Sozialwissenschaften an. Gemeinsam mit dem Kollegen Karl-Heinz Harenberg gründete er die Hörfunkserie Streitkräfte und Strategien, die seit 1968 auf dem Programm des NDR steht.
Im Oktober 2012 starb Bernd C. Hesslein und fand seine letzte Ruhe auf dem Nordfriedhof in München. Teile seines Nachlasses befinden sich im Staatsarchiv Hamburg und im Institut für Zeitgeschichte in München.

## Publikationen
- Als Herausgeber: Die unbewältigte Vergangenheit der Bundeswehr / 5 Offiziere zur Krise der inneren Führung. Rowohlt-Verlag, Reinbek bei Hamburg 1977, ISBN 978-3-499-14190-4.
- Noch keine Kameraden. Den ehemaligen NVA-Soldaten wird es nicht leichtgemacht. In: Die Zeit, Nr. 47/1990.
- Pardon für den General. Täter und Opfer: Thomas Medicus geht auf die Suche nach seinem Großvater. In: Die Zeit, Nr. 14/2004.
- Das neue Feindbild. In der Zweiwochenzeitschrift Ossietzky, September 2004.
- Nicht mehr im Abseits. Bonns Soldaten geliebt, gelobt und weiterhin umstritten. In: Die Zeit, Nr. 48/1975.
- Als Herausgeber: Fritz Sänger / ein Mutiger, kein Held. Verlag SPD-Parteivorstand, Bonn 1991.

## Fernsehdokumentation
- SPD-Presse ein Trauerspiel. Sendung am 18. Mai 1980 um 22.40 im NDR-Fernsehen[2]
- Roter Stern und Stacheldraht. Umerziehung in sowjetischer Kriegsgefangenschaft. Bericht aus Krasnogorsk. Erstsendung am 11. März 1989 im 3. Fernsehprogramm des NDR.[3]